# Leif Mortensen
Leif Mortensen (Kopenhagen, 5 mei 1947) is een voormalig Deens profwielrenner.

## Biografie
Hij was een zeer verdienstelijk amateur en een erkend tijdritspecialist. Zijn grootste succes als amateur boekte hij tijdens de Wereldkampioenschappen op de weg in 1969 in Brno, waar hij de titel won. Zijn carrière als profwielrenner was van 1970 tot 1975. De belangrijkste successen als beroepswielrenner waren de tweede plaats op het Wereldkampioenschap op de weg in 1970 in Leicester, de eerste plaats bij de koppeltijdrit Trofeo Baracchi in 1971 samen met de Spanjaard Luis Ocaña en de eerste plaats in het eindklassement van de Ronde van België in 1973.
Tegenwoordig is hij tv-verslaggever bij Eurosport.

## Overwinningen en ereplaatsen
- 1967
  - 2e in WK op de weg, 100 km ploegentijdrit, amateurs

1968
  - 2e in Olympische Spelen op de weg, amateurs, Mexico

1969
  - 2e in WK op de weg, 100 km ploegentijdrit, amateurs
  - 1e in WK op de weg, amateurs, Brno

1970
  - 3e in Genua-Nice
  - 3e in 1e etappe deel b Ronde van België
  - 1e in de 2e etappe Ronde van Luxemburg
  - 2e in WK op de weg, Profs
  - 2e in GP Fourmies
  - 2e in Trofeo Baracchi
  - 4e in de GP des Nations
  - 8e in Bordeaux-Parijs

1971
  - 1e in Hellemmes criterium
  - 4e in Gent-Wevelgem
  - 1e in de 4e etappe Catalaanse week
  - 3e in eindklassement Ronde van Luxemburg
  - 1e in Trofeo Baracchi (met Luis Ocaña)
  - 3e in GP des Nations

1972
  - 1e in de proloog Parijs-Nice
  - 1e in de 2e etappe Parijs-Nice
  - 6e in het eindklassement Parijs-Nice
  - 2 in GP Fourmies
  - 6e in Luik-Bastenaken-Luik
  - 9e in de Waalse Pijl

1973
  - 1e in 5e etappe Parijs - Nice
  - 5e in het eindklassement Parijs-Nice
  - 7e in Luik-Bastenaken-Luik
  - 1e in eindklassement Ronde van België
  - 1e in 5e etappe deel b Ronde van België, Nijvel (BEL)

1974
  - 3e in Bordeaux - Paris

## Resultaten in voornaamste wedstrijden
| Jaar | Ronde van Italië | Ronde van Frankrijk | Ronde van Spanje |
| ---- | ---------------- | ------------------- | ---------------- |
| 1970 |                  |                     |                  |
| 1971 |                  | 6e                  |                  |
| 1972 |                  | 12e                 | 23e              |
| 1973 |                  | 19e                 |                  |
| 1974 |                  | opgave              |                  |

| Jaar | Milaan-San Remo | Gent-Wevelgem | Ronde van Vlaanderen | Parijs-Roubaix | Luik-Bast.‑Luik | Ronde van Lombardije | Waalse Pijl |  | WK op de weg |  | Wereldranglijsten |
| ---- | --------------- | ------------- | -------------------- | -------------- | --------------- | -------------------- | ----------- |  | ------------ |  | ----------------- |
| 1970 | 83e             |               |                      | 33e            |                 | 23e                  | 32e         |  | ↑            |  | 14e (SPP)         |
| 1971 |                 | 4e            | 28e                  | 22e            | 19e             |                      | 54e         |  | 6e           |  | 12e (SPP)         |
| 1972 | 51e             | 43e           |                      | 17e            | 6e              |                      | 9e          |  | 7e           |  |                   |
| 1973 | 16e             | 14e           | 22e                  | 26e            | 7e              |                      | 14e         |  | 17e          |  |                   |
| 1974 |                 | 79e           |                      |                |                 |                      |             |  |              |  |                   |

## Ploegen
- 1970 - 1974: Bic
- 1975: Maes-Watney